# 上井久義
上井 久義（うわい ひさよし、1932年 - 2019年6月7日）は、日本の民俗学者。文学博士（関西大学）。関西大学名誉教授。大阪学芸大学卒業。関西大学大学院文学研究科修士課程修了。瑞宝小綬章受章。
2019年6月7日 兵庫県西宮市の病院で死去。

## 主要著作

### 単著
- 『民俗社会人類学』（創元社、1973年）
- 『民俗信仰の伝統』（人文書院、1985年）
- 『日本古代の親族と祭祀』（人文書院、1988年）
- 『上井久義著作集』全7巻（清文堂出版、2005年-07年）

### 共著
- （上井輝代）『日本民俗の源流』（創元社、1969年）

### 編著
- 『葬送墓制研究集成』第5巻（名著出版、1979年）

### 共編著
- （横田健一）『紀伊半島の文化史的研究 民俗編』（関西大学出版部、1988年）